# Курінь Донецького Кряжу
Курінь Донецького Кряжу — загін вільного козацтва створений у районі нинішнього Покровська отаманом Малашко М. В.

## Історія
На момент Антігетьманського перевороту який в Покровське стався 19 листопаді 1918 року Малашко Михайло працював народним учителем на станції Гришине. Після перевороту він почав організовувати загін вільного козацтва з жителів нинішнього Покровського району який назвав Курінь Донецького кряжа. Зовнішній вигляд козаків куреня історик Ярослав Тинченко описує так:
"Воїни цього куреня носили звичайну для них шахтарську одяг, до якої додавалися селянські кожухи, прикрашені жовто-блакитними стрічками."
Формуванням свого загону в околицах Покровська Малашко займався до початку грудня 1918 року коли разом з совоїм загоном який налічував 400 бійців з бронепоїздом виїхав в Дніпро.  В районі Нижньодніпровська згідно більшовицьких джерел ешелон Малашки був оточений місцевими повстанцями, командир був заарештований а рядовий склад повстанці розпустили по домівках.
Незважаючи на роззброєння і арешт командира, бійці козацького Куреня Донецького кряжа дісталися Дніпра. У місті загін влився в Катеринославський курінь Вільного козацтва братів Горобцов, і загін знову очолив Малашко. У розпорядженні загону був один бронепоїзд. Про курень сучасник Монкевич писав:
" Разом з ним (прим. Малашко) курінь виявляв вилику бойову силу, без свого отамана курінь був зером."
10 грудня 1918 року кінний загін Куреня Донецького Кряжу на чолі з Малашко вирущив в погоню за частинами VIII-го Катеринославського корпусу який вночі відступив на південь, після довгого переслідування недобившись нічого курінь повернувся в Катеринослав.
Курінь Донецького кряжа брав участь в обороні Катеринослава від махновців і більшовиків з перших чисел січня і до 26 січня 1919 року коли місто остаточно був зайнятий більшовиками.

## Участь в бойових операціях
- Повстання в Катеринославі  7 грудня - 10 грудня 1918
- Бої за Катеринослав (грудень 1918) - 26-29 грудня 1918.
- Звільнення Катеринослава (січень 1919)  - 1 січня 1919
- Друга оборона Катеринослава - грудень 1918 - січень 1919.